# Unione Sportiva Arezzo 1965-1966
Questa pagina raccoglie le informazioni riguardanti l'Unione Sportiva Arezzo nelle competizioni ufficiali della stagione 1965-1966.

## Rosa
| N. |                   | Ruolo | Calciatore       |
| -- | ----------------- | ----- | ---------------- |
|    | Italia (bandiera) | A     | Paolo Bernasconi |
|    | Italia (bandiera) | C     | Fabio Bonini     |
|    | Italia (bandiera) | C     | Roberto Chesini  |
|    | Italia (bandiera) | A     | Italo Del Negro  |
|    | Italia (bandiera) | A     | Enzo Ferrari     |
|    | Italia (bandiera) | A     | Silvano Flaborea |
|    | Italia (bandiera) | A     | Enzo Gerardi     |
|    | Italia (bandiera) | P     | Italo Ghizzardi  |

| N. |                   | Ruolo | Calciatore          |
| -- | ----------------- | ----- | ------------------- |
|    | Italia (bandiera) | A     | Innocente Meroi     |
|    | Italia (bandiera) | D     | Cesare Pancini      |
|    | Italia (bandiera) | D     | Renato Picci        |
|    | Italia (bandiera) | D     | Franco Squarcialupi |
|    | Italia (bandiera) | D     | Alberto Tellini     |
|    | Italia (bandiera) | C     | Eliseo Vascotto     |
|    | Italia (bandiera) | C     | Leardo Viacava      |
|    | Italia (bandiera) | C     | Vittorio Zanetti    |